# Shelley Duvall
Shelley Alexis Duvall (Fort Worth, Teksas, 7. srpnja 1949. – Blanco, Texas, 11. srpnja 2024.) bila je američka glumica, dobitnica nekoliko priznanja uključujući nominacije za filmsku nagradu Britanske akademije filmske i televizijske umjetnosti i dva Emmyja.
Rođena je u Teksasu. Počela je glumiti kada ju je otkrio redatelj Robert Altman, impresioniran njezinom razigranom pojavnošću. Dao joj je ulogu u crnoj komediji Brewster McCloud 1970. godine. Unatoč oklijevanju da postane glumicom nastavila je raditi s Altmanom, pojavljujući se u McCabe & Mrs. Miller (1971.) i Thieves Like Us (1974.). Uspjeh je doživjela s Altmanovim filmom Nashville iz 1975., a glavna uloga u Altmanovoj drami 3 Women (1977.) donijela joj je nagradu Filmskog festivala u Cannesu za najbolju glumicu i nominaciju za filmsku nagradu BAFTA-e za najbolju glumicu u glavnoj ulozi. Uslijedila je sporedna uloga u satirično-romantičnoj komediji Annie Hall redatelja Woodyja Allena 1977. i vođenje emisije Saturday Night Live iste godine.
Duvall se proslavila glavnim ulogama tijekom 1980-ih. Glumila je Olive Oyl u Altmanovoj verziji Popeyea i Wendy Torrance i u hororu Stanleyja Kubricka The Shining 1980. godine. Pojavila se u fantastičnom filmu Terryja Gilliama Time Bandits (1981.), kratkoj komediji i hororu Frankenweenie (1984.) i komediji Roxanne (1987.). Producirala je televizijske programe namijenjene djeci i mladima u drugoj polovici 1980-ih, stvarajući i vodeći programe Faerie Tale Theatre (1982. – 1987.) i Nightmare Classics (1989.). Dobila je nominacije za nagradu Primetime Emmy za kreiranje i vođenje Tall Tales & Legends (1985. – 1987.) i Shelley Duvall's Bedtime Stories (1992. – 1994.).
Tijekom 1990-ih glumila je povremeno. Imala je sporedne uloge u trileru Stevena Soderbergha The Underneath (1995.) i drami Jane Campion The Portrait of a Lady (1996.). Nakon mnogo godina izbivanja glumila je u Manna from Heaven 2002. godine, a 2023. vratila se s hororom The Forest Hills.
Iako je osobni život držala u privatnosti, njezini zdravstveni problemi imali su veliku medijsku pokrivenost. Umrla je 11. srpnja 2024. godine od posljedica diabetesa u 76. godini.

## Vanjske poveznice
- Shelley Duvall na IMDB-u